# Paul Abraham
Pour les articles homonymes, voir Paul Abraham (homonymie) et Abraham (homonymie).
Pour l’article ayant un titre homophone, voir Pol Abraham.
Paul Abraham ou Pál Ábrahám (né le 2 novembre 1892 à Apatin (Autriche-Hongrie, aujourd'hui Serbie) ; mort le 6 mai 1960 à Hambourg) est un compositeur hongrois qui a surtout écrit des opérettes.

## Biographie
Abraham a étudié à l'Académie de musique Franz-Liszt de Budapest de 1910 à 1916. C'est au début des années 1920 qu'il a composé ses premières œuvres. En 1927, il est devenu Kapellmeister à Budapest et y a composé en 1930 sa première opérette Victoria et son hussard qui connut un vif succès. Il a alors déménagé à Berlin alors que sa popularité était croissante en Allemagne et y a composé ses premières musiques de films.
En 1933, il a émigré à Vienne puis est retourné en 1938 à Budapest. Jusqu'au début de la Seconde Guerre mondiale, il a composé plusieurs opérettes qui ont disparu. Ensuite il a émigré à Cuba puis New York, où il n'a pas pu renouer avec ses succès passés. En 1956, il a dû quitter les États-Unis et rentrer vivre en Allemagne, où il a vécu dans un sanatorium de Hambourg. Il y est mort en 1960 des suites d'une opération d'une tumeur cancéreuse au genou.

## Œuvres
- Zenebona opérette en trois actes (en compagnie d'autres compositeurs). Création le 2 mars 1928 à Budapest. Livret : Lakatos László et Bródy István
- Az utolsó Verebély lány (Le Mari de la jeune femme) Harmath Imre-Drégely Gábor. Création le 13 octobre 1928 (aussi sous le titre Az elsö Verebély lány et Le mari de la jeune femme)
- Szeretem a felségem (Des merveilles arrivent encore) Birabeau André-Dolley Georges (d'après Stella Adorján) Magyar Színház 15 juin 1929
- Viktoria und ihr Husar, opérette, en trois actes + prologue. Création le 21 février 1930 Budapest. Livret: Földes, Imre / Harmath
- La fleur de Hawaii, opérette en trois actes. Création le 24 juillet 1931 Leipzig, Neues Theater. Livret: Alfred Grünwald et Fritz Löhner-Beda, d'après Imre Földes
- Ball im Savoy, opérette en trois actes + Vorspiel. Création le 23 décembre 1932 Berlin, Grosses Schauspielhaus. Livret: Alfred Grünwald et Fritz Löhner-Beda. En anglais: Ball At The Savoy, 8 septembre 1933 Londres, Drury Lane Theatre
- Märchen im Grand-Hotel, opérette comédie en trois actes. Création le 29 mars 1934 Vienne Theater an der Wien. Livret: Alfred Grünwald et Fritz Löhner-Beda
- Viki Harmath Imre-Adorján Bónyi. Création le 26 janvier 1935 Magyar Színház
- Történnek még csodák Halász Imre-Békeffi István. Création le 20 avril 1935 Magyar Színház
- Dschainah, das Mädchen aus dem Tanzhaus, opérette en trois actes. Création le 21 décembre 1935 Vienne, Theater an der Wien. Livret: Alfred Grünwald et Fritz Löhner-Beda
- 3:1 a szerelem javára Harmath Imre-Kellér Dezső-Szilágyi László. Création le 18 décembre 1936 Király Színház
- Roxy et son équipe de rêve (farce footballistique musicale), version allemande de 3:1 a szerelem javára (de Hans Weigel et Alfred Grünwald); Création en présence de l'équipe nationale de football autrichienne le 25 mars 1937 Theater an der Wien
- Julia opérette en deux parties et un épilogue – Harmath Imre-Földes Imre - Création le 23 décembre 1937 Városi Színház Budapest; version allemande de Georg Kövary
- A Fehér hattyu (Le cygne blanc), 1938
- Zwei glückliche Herzen Livret de Robert Gilbert et Armin L.Robinson. Date de création inconnue.
- Tambourin comédie musicale en deux parties (non représentée). Livret: Alfred Grünwald
- Wintermelodie comédie musicale en deux parties de Henryk Roberts (d'après Ladislaus Fodor „Wiegenlied“) élaboration musicale et textes chantés : Günther Leopold

Pasticcio avec des mélodies tirées de Zenebona“,“Az utolsó Verebély lány et Szeretem a feleségem – Création le 18 février 1978 Landestheater Salzbourg

## Musiques de films
- 1931 : Dactylo de Wilhelm Thiele (arrangements)
- 1932 : Das Blaue vom Himmel de Victor Janson
- 1933 : La Marche de Rakoczi de Steve Sekely
- 1934 : Dactylo se marie de Joe May et René Pujol
- 1934 : Ball im Savoy, avec Gitta Alpar